# Acrocercops symploca
Acrocercops symploca är en fjärilsart som beskrevs av Turner 1913. Acrocercops symploca ingår i släktet Acrocercops och familjen styltmalar. Inga underarter finns listade i Catalogue of Life.